# Municipalità regionale della contea di Pierre-De Saurel
La municipalità regionale della contea di Pierre-De Saurel è una municipalità regionale di contea del Canada, localizzata nella provincia del Québec, nella regione di Montérégie.
Il suo capoluogo è Sorel-Tracy.

## Suddivisioni
City e Town
- Saint-Joseph-de-Sorel
- Saint-Ours
- Sorel-Tracy

Municipalità
- Saint-Aimé
- Saint-David
- Saint-Robert
- Saint-Roch-de-Richelieu
- Sainte-Anne-de-Sorel
- Sainte-Victoire-de-Sorel
- Yamaska

Parrocchie
- Saint-Gérard-Majella

Villaggi
- Massueville